# Jasna Góra-i kolostor
A Jasna Góra-i pálos kolostor (magyarul Fényes Hegy, latinul Clarus Mons) Lengyelország legnagyobb tisztelettől övezett zarándokhelye, Częstochowa városban, a Warta folyónál. Az épületegyüttes részben gótikus, részben barokk stílusú. A kolostor a lengyel vallási és nemzeti szabadság szimbóluma. Itt található Európa egyik legismertebb Szűz Mária ábrázolása, a częstochowai Fekete Madonna ikon, amely az 1382-es alapítás körül került a kolostorba.

## Eredete

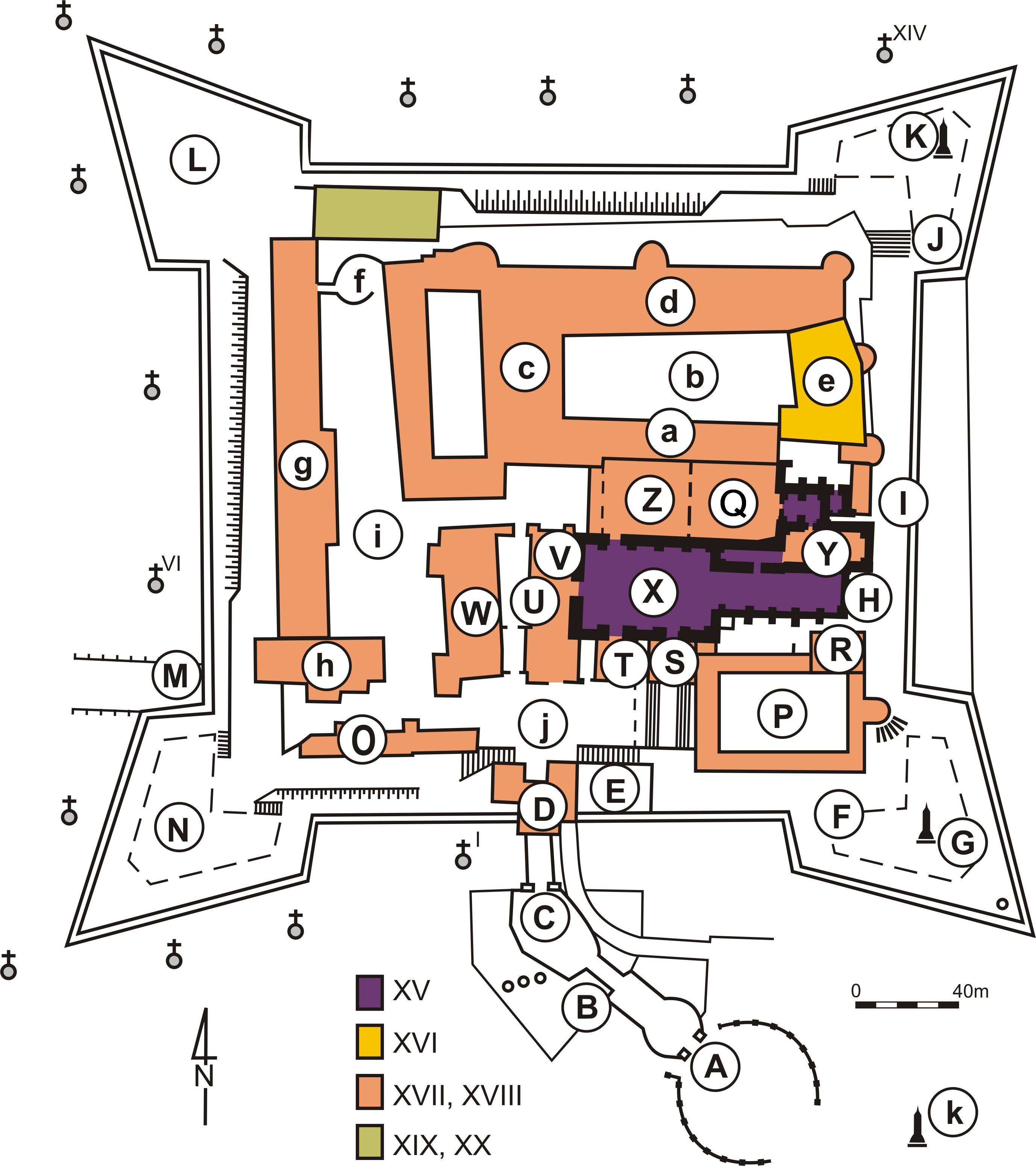
A Jasna Góra-i kolostor alaprajza

A kolostort Nagy Lajos király alapította, majd Opolei Ulászló herceg adományozta a Pálos rendnek a 293 méter magas hegyet. Nevét is a magyar pálosoktól kapta, akik Szent Lőrincről nevezett anyaházuk nevéből kölcsönözték. Ennek helyét jelölték így: In Claro Monte Budensi (a budai Fényes Hegyen).

## Csodák

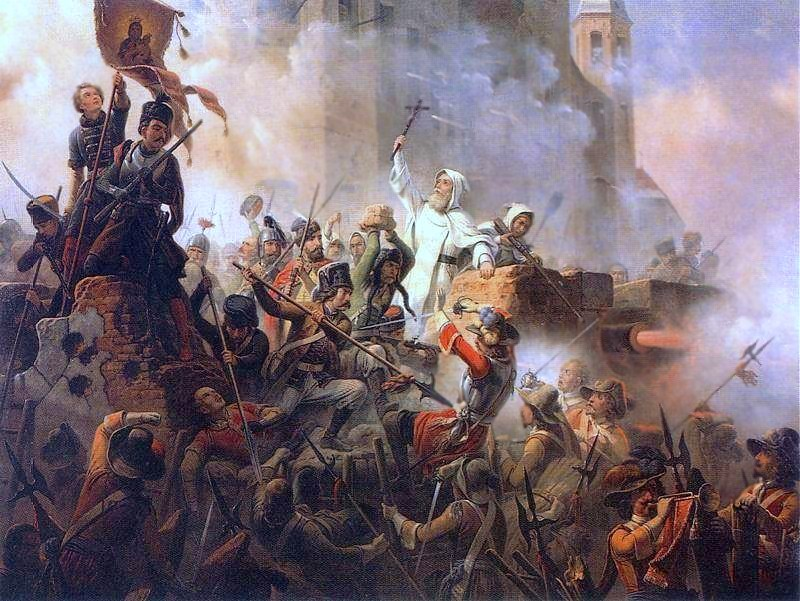
Az 1655. évi svéd támadás idején a Jasna Góra-i pálos kolostor a lengyel nemzeti ellenállás szimbólumává vált. A 70 pálos szerzetes a szent hely védelme mellett döntött.

A kolostor évszázadok óta zarándokhely, Szűz Mária jelenlétének és a Mária-ikonnak számos csodát tulajdonítanak. Ezek közül a leghíresebb az 1655-ös svéd invázióhoz (az „özönvízhez”) kötődik.

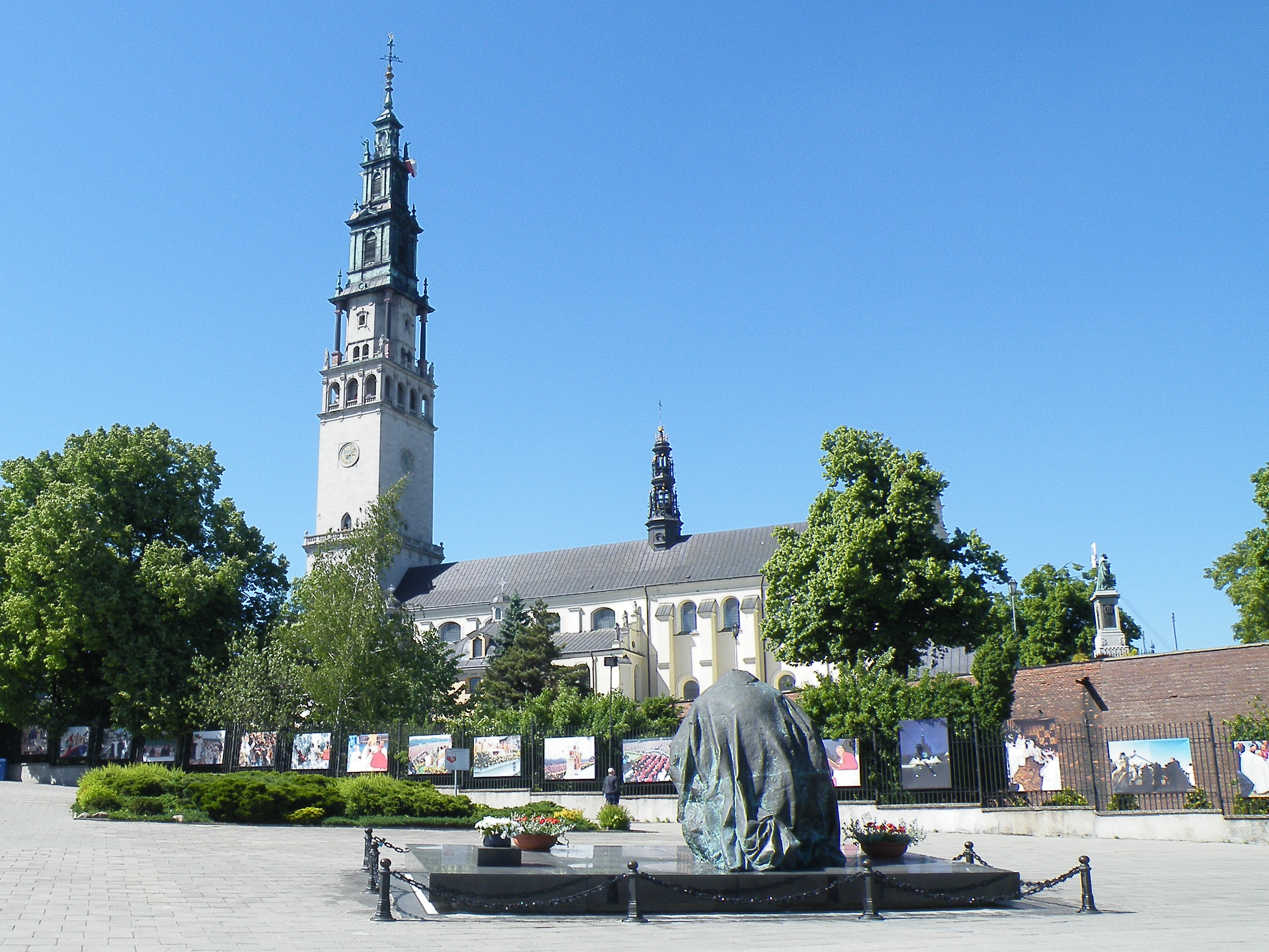
Jasna Góra-i kolostor

A Müller tábornok vezette 3000 fős serege, amely protestáns svédekből és finnekből, valamint szintén protestáns német zsoldosokból, sőt renegát lengyelekből állt, 1655. november 18-án érkezett a falak alá. Augustyn Kordecki perjel a szent hely védelme mellett döntött, 170 katonával, 20 nemessel és 70 szerzetestársával. A 40 napos ostrom, amelyet a lengyelek vallásos érzelmeik megsértésének tekintettek, sikertelenül végződött, és jelentősen hozzájárult a háború menetének megfordulásához. A lengyelek a győzelmet nem annyira a maroknyi védősereg vagy a falak erejének tulajdonították, hanem a Szűzanya oltalmának és közbenjárásának.
Hálából II. János Kázmér lengyel király (Jan Kazimierz) 1656. április 1-jén a lwówi (lembergi) Szent Szófia-székesegyházban ünnepélyes fogadalom keretében felajánlotta országát a Szent Szűznek, és egész birodalma Patrónájává és Királynőjévé választotta őt.
Jasna Góra megmenekülése a csúcspontja Henryk Sienkiewicz híres, Özönvíz című történelmi regényének (1886).